# Manuel Díaz
Manuel Díaz Cruz (1899 — data de morte desconhecido) foi um ciclista olímpico mexicano. Representou sua nação nos Jogos Olímpicos de Verão de 1932, na prova de corrida individual em estrada.